# Фоски (Пистоја)
Фоски је насеље у Италији у округу Пистоја, региону Тоскана.
Према процени из 2011. у насељу је живело 108 становника. Насеље се налази на надморској висини од 21 м.